# Myosorex tenuis
Myosorex tenuis is een zoogdier uit de familie van de spitsmuizen (Soricidae). De wetenschappelijke naam van de soort werd voor het eerst geldig gepubliceerd door Thomas & Schwann in 1905.

## Voorkomen
De soort komt voor in Zuid-Afrika en mogelijk het westen van Mozambique.